# Nederlandse Tuinenstichting
De Nederlandse Tuinenstichting is een stichting die in 1980 werd opgericht. Het kantoor is in Amsterdam.

## Doel
De stichting zet zich in voor het behoud en de ontwikkeling van groen cultureel erfgoed en het bevorderen van kennisuitwisseling hierover. Zij streeft naar het behoud van tuinen die door vormgeving, beplanting, ligging of cultuurhistorisch karakter van belang zijn. De stichting ontvangt geen subsidie. Zij ondersteunt, adviseert en begeleidt eigenaars van bijzondere tuinen en verzorgt excursies. De activiteiten beperken zich niet tot particuliere eigenaars, maar omvatten ook openbaar groen en begraafplaatsen.

## Open tuinen
De Tuinenstichting organiseert veel excursies. Eigenaars van bijzondere tuinen kunnen zich aanmelden bij de stichting zodat donateurs deze tuinen kunnen bezoeken. Deze ruim 200 tuinen moeten aan diverse criteria voldoen. Het kunnen liefhebberstuinen zijn, of tuinen met een historische of esthetische  waarde of de tuinen moeten een botanische waarde hebben.
Behalve het bestuur heeft de stichting een Open Tuinen commissie en een Monumentencommissie.

## Uitgaven
- Vier keer per jaar ontvangen de donateurs het Tuinjournaal en eens per jaar de Open Tuinen Gids.
- De stichting heeft een serie van vier boeken uitgegeven met de titel Nederlandse Tuinarchitectuur 1850-1940. In ieder deel worden vijf of zes tuinen beschreven. In deel 3 worden jongere tuinen behandeld van na 1900. Er is een herdruk van de hele serie in 1999 verschenen.